# رین‌بو لیک، آلبرتا
رین‌بو لیک، آلبرتا (به انگلیسی: Rainbow Lake, Alberta) یک منطقهٔ مسکونی در کانادا است که در مکنزی، آلبرتا واقع شده‌است. رین‌بو لیک ۷۹۵ نفر جمعیت دارد و ۵۳۴ متر بالاتر از سطح دریا واقع شده‌است.